# Enregistreur de données du voyage
Pour les articles homonymes, voir Boîte noire.

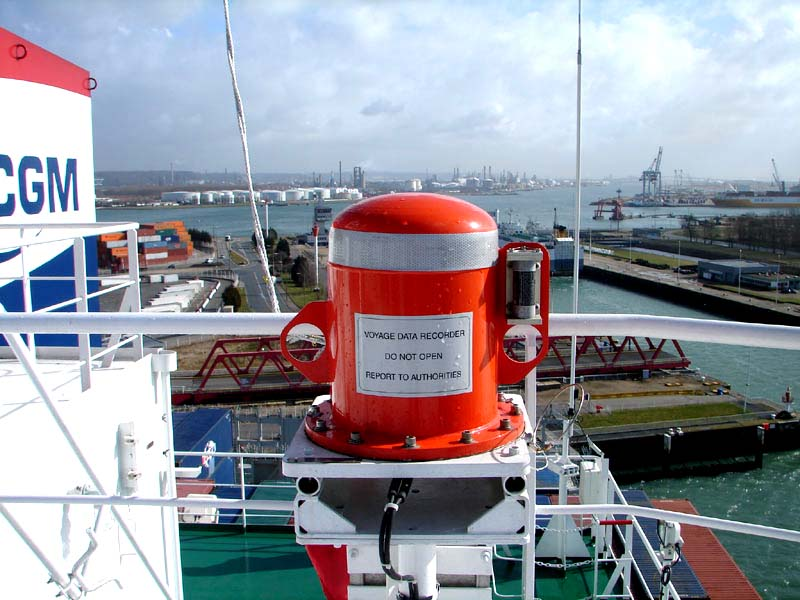
Boite noire (Voyage Data Recorder) sur le porte-conteneurs CMA CGM Nabucco.

La boite noire, ou l'enregistreur de données du voyage (de l'anglais Voyage Data Recorder), se veut être, dans le domaine maritime, l'équivalent de la boite noire qui existe dans le domaine aéronautique.
Elle est obligatoire, depuis le 1er juillet 2002, sur tous les navires à passagers et tous les navires de commerce d'un tonnage de plus de 3000 GT (règle 20 de SOLAS chapitre V).

## But
Son but est d'aider à faire l'analyse des circonstances qui ont mené à un accident par l'examen des données des 12 dernières heures.

## Historique
Le chapitre V (Sécurité de la navigation maritime) de la convention internationale pour la sauvegarde de la vie humaine en mer (Convention SOLAS) fut rédigé au cours des années 1970. Compte tenu des avancées technologiques rapides au cours des années 80 et 90, ce chapitre devait être adapté de toute urgence. Le nouveau chapitre V entre en vigueur le 1er juillet 2002. Il comprend un certain nombre des changements et des obligations concernant les instruments de la navigation électronique à bord des navires de mer.
Le noyau du nouveau chapitre V est formé de deux articles V/19 et V/20.
L'article V/20 concerne uniquement les enregistrements de données du voyage ou VOYAGE DATA RECORDER (VDR), tandis qu'on retrouve toutes les exigences concernant les autres instruments électroniques de navigation dans l'article V/19.
L'article V/18 contient les dispositions générales relatant l'approbation et les normes d'essai des VDR (V/20) et les autres instruments obligatoires (V/19).
L'introduction du VDR parmi les instruments exigés pour la sécurité de la navigation maritime faisait depuis longtemps un objet de discussion au sein de l'OMI, par analogie aux boites noires utilisées dans l'aviation et qui ont prouvé leur valeur inestimable depuis de nombreuses années.
Après un certain nombre des grandes catastrophes maritimes, l'OMI a envisagé l'installation obligatoire de cet appareil à bord des navires de mer. 
Un VDR n'entre pas directement dans la catégorie des instruments électroniques de la navigation repris dans l'article V/19. L'appareil est principalement destiné à fournir des informations pertinentes après un incident ou une catastrophe.
La résolution MSC.170(79), définit les dates limites pour l'installation d'un VDR ou d'un enregistreur simplifié de données du voyage (S-VDR) à bord des navires de commerce construits avant le 1er juillet 2002.
Les spécifications pour les S-VDR sont différentes de celles pour les VDR dans deux domaines qui sont: les exigences de contrôles de données et les exigences pour la capsule protectrice.

## Détails
Ce n'est, en fin de compte, pas un enregistreur de voyage au sens strict du terme, il n'enregistre pas la totalité des données du voyage qui pourrait être de 30 jours sur un paquebot. Par contre, des sauvegardes volontaires peuvent être déclenchées au besoin à n'importe quel moment par le commandant, le système est prévu pour stocker jusqu'à trois sauvegardes volontaires tout en continuant d'enregistrer en permanence une période d'un minimum de 12 heures.
Les données collectées de manière automatique sont numérisées, compressées et stockées sur deux supports informatiques différents :
- un disque dur amovible ou, sur les derniers modèles, une clé USB, présent dans l'unité centrale (DAU), ce support amovible pourra être facilement récupéré par l'officier désigné lors de l'évacuation.
- un flash disk présent dans la capsule orange, un conteneur protecteur étanche, résistant aux chocs, à la pression ainsi qu'aux hautes températures, comme pour les avions cette capsule reste solidaire du navire en cas de naufrage.

Sur décision de l'armateur, pourra être installé un "float free module" contenant les mêmes données que les autres mémoires, ce conteneur est placé en hauteur, saisi par un largueur hydrostatique et donc libéré automatiquement dans le cas où le navire venait à sombrer.

## Descriptif des éléments

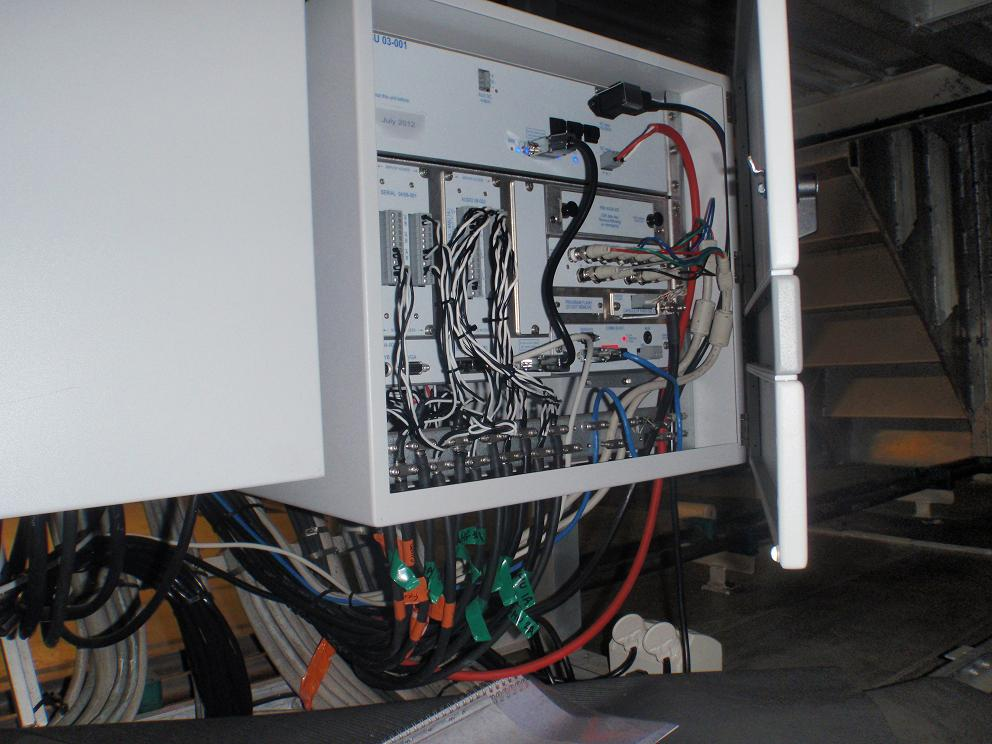
D.A.U, le boitier recevant les données avec son disque dur amovible.

La configuration standard d'un VDR est constituée comme suit. :
- Le DAU (Data Acquisition Unit) est l'élément central, il comporte :
  - 2 entrées VHF.
  - 2 entrées Radar.
  - 1 disque dur ou Flash disk amovible.
  - 1 Batterie de secours autonome d'une capacité de 2 heures.
- 4 micros passerelle.
- 2 micros externes.
- La capsule haute résistance.
- Le BAU (Bridge Alarm Unit) présent en passerelle qui informe la passerelle lorsqu'une donnée n'est plus enregistrée.
- Le SIU (Sensor Interface Unit) qui collecte toutes les autres données, les codifie et les retransmet au DAU.

## Liste des données devant obligatoirement être enregistrées
- Date et heure
- position du navire - Système de positionnement par satellites
- Vitesse surface - Loch eléctromagnétique ou Doppler
- Cap - Gyro Compas -  compas magnétique
- Image Radar
- Conversations passerelle.
- Radio communications VHF (émission/réception)
- Profondeur d'eau sous la quille - sondeur
- Alarmes principales (incendie, machine, etc.)
- Statut des ouvertures dans le bordé (portelone) (ouvertes ou fermées)
- Statut des portes étanches et des portes coupe-feu (ouvertes/fermées)
- Angle de Barre - ordres et réponses de l'appareil à gouverner.
- Ordres et réponses machine  -  (transmetteur d'ordre machine également nommé chadburn).
- propulseurs transversaux - Statut direction, pourcentage de puissance ou vitesse de rotation (tr/min).
- Vitesse vraie ou relative du vent anémomètre et girouette

Si installé :
- Dispositif d’enregistrement des accélérations et de la fatigue du navire

## S-VDR
Il existe également des enregistreurs de données du voyage simplifiés (Simplified Voyage Data Recorder). Ce dernier modèle étant destiné aux :
- Navires dont le tonnage brut est supérieur à 20 000 et construits avant le 01/07/2002, la limite étant au premier carénage après le 1/07/2006, mais au plus tard le 01/07/2009.
- Navires dont le tonnage brut est supérieur à 3 000 mais inférieur à 20 000 construits avant le 01/07/2002, la limite étant au premier carénage après le 01/07/2007, mais au plus tard le 01/07/2010.

Les administrations acceptent d'exempter les navires qui sont supposés ne plus être en service à ces dates.
Ces systèmes (S-VDR) enregistreront tout simplement moins de données.